# Inhacorá
Inhacorá är en kommun i Brasilien.   Den ligger i delstaten Rio Grande do Sul, i den södra delen av landet, 1 500 km söder om huvudstaden Brasília. Antalet invånare är 2 267. Arean är 114 kvadratkilometer.
Terrängen i Inhacorá är platt.
Trakten runt Inhacorá består till största delen av jordbruksmark. Runt Inhacorá är det glesbefolkat, med 11 invånare per kvadratkilometer.